# Нарочницкая, Наталия Алексеевна
Ната́лия Алексе́евна Нарочни́цкая (род. 23 декабря 1948, Москва) — российский государственный, общественный и политический деятель, учёный-историк, политолог, публицист, православный идеолог. Доктор исторических наук (2002). Специалист по США, Германии и общим проблемам и тенденциям международных отношений. Депутат Государственной думы Федерального собрания Российской Федерации IV созыва (2003—2007). Создатель и президент «Фонда изучения исторической перспективы» в Москве (13 марта 2007 — н. в.). С 2008 года возглавляет Институт демократии и сотрудничества. В 2009—2012 годах являлась членом Комиссии по противодействию попыткам фальсификации истории в ущерб интересам России при Президенте Российской Федерации. Член Общественной палаты Российской Федерации (2017 — н. в.).

## Биография
Наталия Нарочницкая родилась 23 декабря 1948 года в Москве.
Отец — Алексей Леонтьевич Нарочницкий (1907—1989), советский учёный-историк, педагог, общественный деятель, академик Академии педагогических наук СССР (1968) и Академии наук СССР (1972), иностранный член Сербской академии наук и искусств (1981), отличник народного просвещения РСФСР, заслуженный деятель науки РСФСР. Является автором и научным редактором более четырёхсот работ по всеобщей и отечественной истории, внешней политике и дипломатии России и СССР, истории международных отношений, историографии и источниковедению, а также — автором и редактором школьных учебников по истории, учебников и учебных пособий по истории и историографии для высшей школы. Н. Нарочницкая вспоминала про свои выступления — «был один академик, который не знал, что папа скончался в 1989 году, и где-то в 1992-м говорит: „Это папа, наверное, вам надиктовывает?“ Я говорю: „Помилуйте, папочки уже нет три или четыре года“».
Мать — Лидия Ивановна Нарочницкая (Подолякина) (24 ноября 1921—2012), уроженка деревни Михайловка Монастырщинского района Смоленской области, в 1939 году окончила с отличием Соболевское педагогическое училище, выпускница 1947 года исторического факультета Московского государственного педагогического института имени В. И. Ленина (МГПИ), историк, педагог, кандидат исторических наук (1955), специалист в области истории внешней политики России второй половины XIX века, автор ряда документально-исторических книг и публикаций. Во время Великой Отечественной войны (1941—1945) в течение двух лет, с 1941 по 1943 годы, служила связной и разведчицей в советском партизанском отряде на Смоленщине. Затем несколько тяжёлых месяцев вместе со своей мамой провела в фашистском концлагере «Гранки», откуда в октябре 1943 года им удалось бежать и вернуться домой. Удостоена медали «Партизану Отечественной войны» II степени. В возрасте двадцати двух лет была назначена на должность директора сельской средней школы. Дед (по матери) — Иван Демьянович Подолякин, был героем Первой мировой войны (1914—1918), кавалером четырёх Георгиевских крестов.
В 1971 году Наталия Нарочницкая с отличием окончила факультет «Международные отношения» Московского государственного института международных отношений (МГИМО) МИД СССР.
Владеет английским, немецким, французским и испанским языками.
С 1971 по 1981 годы — аспирант, а в дальнейшем младший научный сотрудник, старший научный сотрудник Института мировой экономики и международных отношений (ИМЭМО) Академии наук СССР. В 1974 году защитила кандидатскую диссертацию «„США“ и „Новая восточная политика“ ФРГ»".
В 1982—1989 годах работала в Секретариате ООН в Нью-Йорке.
С 1989 по 2003 годы — старший, а затем ведущий научный сотрудник Института международной экономики международных отношений РАН. В 1999 году защитила в МПГУ докторскую диссертацию «Россия в идейных и геополитических проектах мировой истории (конец XIX—XX вв). В свете религиозно-философских основ истории».
С 2004 по 2007 годы — депутат Государственной думы Федерального собрания Российской Федерации IV созыва (от избирательного блока «Родина», член фракции «Справедливая Россия — „Родина“ (народно-патриотический союз)») — заместитель председателя Комитета по международным делам, глава Комиссии Государственной думы по изучению практики обеспечения прав человека и основных свобод, контролю за их обеспечением в иностранных государствах.
С 13 марта 2007 года по настоящее время является президентом учреждённого ею «Фонда изучения исторической перспективы» (Москва). Среди основных направлений работы фонда заявлены просветительская деятельность, защита и отстаивание исторической правды в оценке центральных событий отечественной и мировой истории.

«… С каждым годом усиливается беспрецедентная ревизия истории, и старая Европа предаёт сама себя и своих героев, когда утверждает, что Победа была и не победой, а поражением.
… Наш долг — не только защитить нашу Победу, но и вернуть Второй мировой войне её главный смысл — смысл величайшей битвы за право народов быть творцами собственной истории, а не массой без прошлого, без культуры и языка, без исторического выбора с его неизбежными взлётами и падениями, заблуждениями и прозрениями.

… Сегодня, как никогда ранее, важно быть бдительными и твёрдыми в противодействии фашизму во всех его современных проявлениях — в извращении смысла Великой Отечественной войны, в идеологии и практике новых государств, в ревизии истории и попустительстве фашистским явлениям со стороны так называемого „цивилизованного сообщества“.»— Наталия Нарочницкая, актуальный комментарий в «День памяти жертв фашизма», 10 сентября 2017 года.
С 2008 года — глава Института демократии и сотрудничества(ИДС). Руководит институтом из Москвы, приезжая на регулярно организовываемые им форумы и круглые столы во Франции и Европе. С 2015 года ИДС в Париже имеет консультативный статус при ЭКОСОС ООН.
Решением Священного синода Русской православной церкви включена в состав Президиума Межсоборного присутствия.
Являлась членом Координационного совета Общества «Знание России», является членом Совета Российского фонда фундаментальных исследований.
Член Ассоциации «Российское историческое общество».
5 октября 2011 года вошла в состав Общественного совета при Министерстве внутренних дел Российской Федерации (согласно приказу № 1049 министра внутренних дел Российской Федерации). Является членом Общественного совета при МВД России по настоящее время.
30 мая 2016 года вошла в состав Общественного совета при Министерстве обороны Российской Федерации.
С 2017 года по настоящее время — член Общественной палаты Российской Федерации.
В 2024 году выступила экспертом для документального фильма Аркадия Мамонтова «Иноагенты», вышедшего в эфир на государственном телеканале «Россия 24» в апреле 2024 года.

### Научная и политическая деятельность
Наталия Нарочницкая — автор ряда разработок по российской внешней политике, проблемам взаимоотношений между русским «национально-государственническим» сознанием и философией западноевропейского либерализма.
Являлась одной из инициаторов и сопредседателей многих форумов и объединений российской общественности, автором их концептуальных программ, заявлений в защиту неделимости России, в поддержку Русской православной церкви, действий российской армии в Чечне в 1994—1996 годах, против расширения НАТО на восток и военной операции НАТО в 1999 году против Югославии.
Считает непременным условием успеха внешней политики России в современной обстановке возвращение к её «традиционным основам» и изучение опыта российской дипломатии, приобретённого в ситуациях сложнейшего противоборства на мировой арене в XIX веке.
Сама Наталия Алексеевна считает себя по общественно-политическим взглядам консерватором на христианской основе, называла себя «убежденным славянофилом». «Православная миссионерская энциклопедия» характеризовала Нарочницкую как близкую одновременно к светскому христианству и к реформированному марксизму.
Нарочницкая поддерживает научные и общественные связи с европейскими учёными и научными центрами[какими?] (Германия, Великобритания, Франция, Италия, Греция), выступающими за сохранение европейскими государствами своего суверенитета, против глобализации и диктата наднациональных идеологических, финансовых и военных механизмов[уточнить]. В Белграде подготовлена к публикации её книга «Православие, Россия и русские на пороге третьего тысячелетия». Курирует деятельность Бюро пропаганды художественной литературы Союза Писателей РФ.
Входит в попечительский совет «Фонда „Русский мир“», «Фонда поддержки и защиты прав соотечественников, проживающих за рубежом», член Совета Императорского православного палестинского общества (ИППО) и редакционного совета серии «Актуальная история» Императорское православное палестинское общество.
С 2009 года — член Межсоборного присутствия Русской православной церкви.
6 февраля 2012 года была зарегистрирована как доверенное лицо кандидата на должность Президента Российской Федерации Владимира Путина на выборах 4 марта 2012 года. В связи с отказом Путина от участия в предвыборных теледебатах, представляла его 7 февраля 2012 года на этом мероприятии, дискутируя с Владимиром Жириновским.
22 января 2018 года была зарегистрирована как доверенное лицо кандидата на должность Президента Российской Федерации Владимира Путина на выборах 18 марта 2018 года.
В 2024 году была доверенным лицом кандидата в президенты России Владимира Путина.

### Семья
- Сестра — Екатерина Алексеевна Нарочницкая (род. 1959), кандидат исторических наук, ведущий научный сотрудник Центра французских исследований Института Европы Российской академии наук (ИЕ РАН)[4][22].
- Муж — Иван Коваленко. Брак продолжался двадцать лет, но завершился разводом.
  - Сын — Алексей Иванович Коваленко-Нарочницкий (род. 1978), сотрудник МИД РФ, работал в консульстве в Эдинбурге, затем — советником Постоянного представительства Российской Федерации при ЮНЕСКО в Париже (Франция)[11][23][24].

## Критика
Полемизируя с Наталией Нарочницкой, член политсовета партии «Союз правых сил» Борис Немцов подверг критике её тезис о том, что Россия — исключительно православная страна, а чтобы выжить в России — всем «надо уверенно ощущать себя русскими»; при этом Немцов указал, что присущее Нарочницкой противопоставление русского народа всем остальным — это «путь к гражданской войне».
Историк, автор исследований по декабристскому движению Сергей Эрлих обратил внимание, что Нарочницкая в выступлениях 2007 года неоднократно обвиняла Павла Пестеля в том, что тот хотел разделить Россию на 15 республик по примеру США. Он отметил, что Пестель был сторонником жёстко централизованного государства.
Канадский политолог-марксист Олег Арин упрекал Нарочницкую в превратном толковании текстов Фридриха Энгельса.
Нарочницкую также критикуют за то, что она не придерживается заявленной цели IDC в создании «моста прочной дружбы между двумя великими европейскими народами». В своих многочисленных интервью она высказывала весьма враждебные взгляды, утверждая, что Запад хочет подчинить себе Россию, навязать ей свои правила и даже «расчленить».
Писатель Владимир Бушин критиковал Нарочницкую за некоторые её утверждения об истории и культуре.

## Санкции
В октябре 2022 года, на фоне вторжения России на Украину, Международная рабочая группа по вопросам санкций Ермака — Макфола включила Нарочницкую в список пропагандистов и идеологов войны которые «создают лживые нарративы в соответствии с политикой Кремля», с предложением введения против неё санкций.
7 января 2023 года Нарочницкая включена в санкционный список Украины так как она «распространяет нарративы в соответствии с кремлевской пропагандой в поддержку действий России» и как член «Изборского клуба» который в свою очередь публикует «дискредитирующую, очерняющую и представляющую в негативном свете Украину информацию, ставящую под сомнение право украинской нации на самоопределение и собственную государственность».

## Происшествия
10 декабря 2021 года Наталии Нарочницкой отказали во въезде в Молдавию и выдворили её из страны, куда она прибыла по договорённости с отцом Паисием читать лекции. По её словам, у окошка паспортного контроля анонимным представителем неизвестных спецслужб причиной отказа ей было объявлено то, что она не смогла «обосновать цель своего визита». Сама Нарочницкая посчитала причиной её депортации предстоящие 12 декабря 2021 года президентские выборы в непризнанной Приднестровской Молдавской Республике.

## Признание заслуг

### Государственные награды Российской Федерации
- 2010 — Почётная грамота Президента Российской Федерации (18 января 2010 года) — за активное участие в научно-исследовательской, публицистической и популяризаторской работе по противодействию фальсификации истории в ущерб интересам России[36].
- 2013 — орден Почёта (21 декабря 2013 года) — за большой вклад в сохранение российской истории и культуры, многолетнюю плодотворную деятельность[37].
- 2019 — орден Александра Невского (9 августа 2019 года) — за достигнутые трудовые успехи, активную общественную деятельность и многолетнюю добросовестную работу[38].
- 2021 — Благодарность Президента Российской Федерации (26 февраля 2021 года)[39].
- 2024 — Орден «За заслуги перед Отечеством» IV степени (26 сентября 2024 года) — за большой вклад в укрепление российской государственности, активную общественную деятельность и многолетнюю добросовестную работу[40].

### Награды иностранных государств
- 2013 — Золотая медаль «За заслуги» Республики Сербия (28 июня 2013 года) — за особый вклад в развитие отношений между Россией и Сербией в сложные годы сербской истории[41][42].
- орден «Трудовая слава» Приднестровской Молдавской Республики.

### Церковные награды
- 2008 — орден Святой равноапостольной княгини Ольги III степени Русской православной церкви (3 ноября 2008 года, накануне празднования Дня Казанской иконы Божией Матери и Дня народного единства в память избавления Москвы и России от поляков в 1612 году) — в связи с 60-летием со дня рождения и за труды по укреплению православного единства[43].
- орден Святой Великомученицы Варвары Украинской православной церкви Московского патриархата.
- 2023 — орден преподобной Евфросинии, великой княгини Московской I степени (Русская православная церковь)[44]

### Общественные награды и премии
- 2007 — лауреат национальной премии общественного признания достижений женщин «Олимпия» Российской Академии бизнеса и предпринимательства в Москве в номинации «Международная деятельность» за 2006 год (2 марта 2007 года) в рамках общенациональной программы «Женщины — лидеры новой России»[45].
- 2015 — золотая медаль французской некоммерческой организации «Ренессанс франсез» («La Renaissance Française.») (22 июня 2015 года), созданной в 1915 году президентом Французской Республики Раймоном Пуанкаре на оккупированных территориях Эльзаса и Лотарингии с целью защиты франкоязычного населения и сохранения франкофонии — «за вклад в продвижение французской культуры и отношений между Россией и Францией».[46].
- 2015 — лауреат международной премии «Согласие» Общероссийской общественной организации «Союз армян России» (11 октября 2015 года) — «за последовательность в отстаивании интересов Российской Федерации»[47].
- 2018 — лауреат историко-литературной премии «Клио» в Москве (9 февраля 2018 года) — «за совокупный вклад в историческую литературу»[48].

### Книги
1. Нарочницкая Н. А. «США и новая „восточная политика“ ФРГ». — М.: «Наука», 1979.
2. Нарочницкая Н. А. «Россия и русские в мировой истории». — М.: «Международные отношения», 2005. — 536 с. — 6000 экз. — ISBN 5-7133-1132-5
3. Нарочницкая Н. А. За что и с кем мы воевали. — М.: «Минувшее», 2005. — 79 с. — 27000 экз., ISBN 5-902073-37-5
4. Нарочницкая Н. А. «Русский мир». — СПб.: «Алетейя», 2007. — 320 с. — 5000 экз. — ISBN 978-5-91419-046-7
5. Нарочницкая Н. А. «Великие войны XX столетия». — М.: «Айрис-Пресс», 2007. — 248 с. — 5000 экз. — ISBN 978-5-8112-2912-3
6. Нарочницкая Н. А. «Россия и русские в современном мире». — М.: «Алгоритм», 2009. — 416 с. — 5000 экз. — ISBN 978-5-9265-0657-7
7. Нарочницкая Н. А., Фалин В. М. и др. «Партитура Второй мировой. Кто и когда начал войну?» — М.: «Вече», 2009. — 416 с. — ISBN 978-5-9533-4298-8
8. Нарочницкая Н. А. «Великие войны XX столетия. Ревизия и правда истории». — М.: «Вече», 2010. 352 с. — (Актуальная история). — 3000 экз. — ISBN 978-5-9533-4887-4
9. «Ялта-45. Начертания нового мира». / отв. ред. Н. А. Нарочницкая. — М.: «Вече», 2010. — 5000 экз. — ISBN 978-5-9533-4615-3
10. Нарочницкая Н. А. «Русский код развития». — М.: «Книжный мир», 2013. — 352 с. — (Служить России). — 2000 экз. — ISBN 978-5-8041-0603-5
11. Нарочницкая Н. А. «Русский рубеж. Размышления историка в эпоху перемен». — М.: «Вече», 2018. 544 с. — 1500 экз. — ISBN 978-5-9533-6533-8[49]

### Сетевые публикации
1. Нарочницкая Н. А. Горькая правда о чеченском синдроме правозащитников. // narotchnitskaya.com (27 мая 2022 года)
2. Нарочницкая Н. А. Революция — духовное детище интеллигенции. // web.archive.org (politjournal.ru) (1 ноября 2007 года)
3. Нарочницкая Н. А. Петр Вайль: «Византийский урок» получился антироссийским. — Фильм «Гибель империи. Византийский урок» вызвал бурю откликов. Интернет-портал «Российской газеты» // rg.ru (7 февраля 2008 года). Дата обращения: 28 мая 2022.
4. Нарочницкая Н. А. Россия и проблема Курильских островов. Тактика отстаивания или стратегия сдачи. Интернет-портал «Руниверс» // runivers.ru (29 августа 2009 года). Дата обращения: 28 мая 2022.
5. Владимир Кожемякин. Наталия Нарочницкая: чем грозит России демонизация советского государства? — Кто был самым кровожадным диктатором в истории? Почему наши западники Сталина проклинают, а про Ленина и Троцкого всё больше молчат? Зачем ставят на одну доску тоталитарные режимы в СССР и в нацистской Германии? Об этом разговор с руководителем Европейского института демократии и сотрудничества, доктором исторических наук Наталией Нарочницкой. Официальный сайт газеты «Аргументы и факты» // aif.ru (8 ноября 2017 года)

## Участие в документальных фильмах
1. 2014 — документальный фильм «Большая игра» (Россия, 2014 год, «ВГТРК», автор сценария и ведущий — Андрей Медведев, режиссёр-постановщик — Фёдор Кудряшов, 01:50:05)[50].
2. 2015 — документальный фильм «Звёзды о небе. Наталия Нарочницкая» (Россия, 2015 год, ООО «Студия „Фомаида“» по заказу ГТРК «Культура», авторы идеи — Владимир Легойда и Алла Плоткина, автор сценария — Алла Митрофанова, режиссёр —Екатерина Кожакина, 00:26:03)[51].
3. 2019 — документальный фильм «Мюнхенский сговор» (Россия, 2019 год, Продюсерский центр «Арт Фикшн» при поддержке фонда «История Отечества», автор идеи и ведущий — Аркадий Мамонтов, режиссёр — Ольга Товма, 00:52:01)[52].